# Harry Maier
Harry Maier (* 24. April 1934 in Feodossija; † 26. Dezember 2010 in Berlin) war ein deutscher Wirtschaftswissenschaftler.

## Leben
Harry Maier studierte an der Humboldt-Universität zu Berlin. 1961 wurde er dort mit der Arbeit „Kritik der politökonomischen Verteidigung der Herrschaft des Monopolkapitals durch die katholische Soziallehre in Westdeutschland“ promoviert. 1967 erfolgte seine Habilitation an der Hochschule für Ökonomie Berlin mit dem Thema „Die Messung des Arbeitsaufwandes als politökonomisches Problem“ (zusammen mit Karl Bichtler). 1968 wurde er zum Professor für Politische Ökonomie berufen. Maier war seit den 1970er Jahren stellvertretender Direktor des Zentralinstituts für Wirtschaftswissenschaften der Akademie der Wissenschaften der DDR und später bis 1986 stellvertretender Direktor des Instituts für Theorie, Organisation und Geschichte der Wissenschaft der Akademie der Wissenschaften der DDR.
Harry Maier gehörte 1977 neben dem Philosophen Wolfgang Eichhorn I, dem Politökonomen Dieter Klein, dem Sozialphilosophen Hermann Klenner und dem Rechtswissenschaftler Karl-Heinz Röder u. a. zu den offiziell vom Generalstaatsanwalt der DDR bestellten Gutachtern in dem Strafverfahren gegen Rudolf Bahro. Obgleich die Betreffenden ihre Gutachten an den Generalstaatsanwalt schickten, finden sich die Originale dieser nicht zufällig in den MfS-Akten wieder. Bahro wurde am 30. Juni 1978 zu 8 Jahren Freiheitsentzug wegen „landesverräterischer Sammlung von  Nachrichten“ und „Geheimnisverrats“ in Ost-Berlin verurteilt.
1986 kehrte er von einer Reise nach Österreich nicht in die DDR zurück.
Er wurde Dekan der Wirtschaftswissenschaftlichen Fakultät der neu gegründeten Nordischen Universität Flensburg. Nach deren Auflösung im Jahr 1989 bis zum Ruhestand 1999 war er Professor für Wirtschaftswissenschaften an der Pädagogischen Hochschule Flensburg.
Maiers wesentliches Arbeitsgebiet war die Bildungsökonomie. Nach der friedlichen Revolution in der DDR trat er aufgrund seiner Kenntnis der Wirtschaftssysteme in Ost und West mit Publikationen über die Umgestaltung der DDR-Wirtschaft hervor.
Maier baute in Flensburg den ersten deutsch-dänischen Studiengang für betriebliche Bildung und Management auf und gilt deshalb als Vater des Internationalen Instituts für Management und ökonomische Bildung der Europa-Universität Flensburg.

## Schriften (Auswahl)
- Soziologie der Päpste. Lehre und Wirkung der katholischen Sozialtheorie. Akademie-Verlag, Berlin 1965
- Bildungsökonomie (zs. mit Arnold Knauer und Werner Wolter), Verlag Die Wirtschaft, Berlin 1967
- Zu Grundfragen der sozialistischen Wachstumstheorie (zs. mit Gerhard Schilling, Klaus Steinitz). Die Wirtschaft, Berlin 1968
- Bildung als ökonomische Potenz im Sozialismus (zs. mit Udo Ludwig und Jürgen Wahse), Dietz Verlag, Berlin 1972
- Ökonomie und Bildung im Sozialismus. Aktuelle Probleme der Bildungsökonomie (zs. mit Klaus Korn). Die Wirtschaft, Berlin 1977
- Gibt es Grenzen des ökonomischen Wachstums? Akademie Verlag, Berlin 1977
- Innovation und Wissenschaft (zs. mit Günter Kröber). Akademie-Verlag, Berlin 1985
- Innovation oder Stagnation: Bedingungen der Wirtschaftsreform in den sozialistischen Ländern. Deutscher Instituts-Verlag, Köln 1987, ISBN 3-602-34852-0
- Vom Innerdeutschen Handel zur deutsch-deutschen Wirtschafts- und Währungsgemeinschaft (zs. mit Siegrid Maier). Wissenschaft und Politik, Köln 1990, ISBN 3-8046-8738-5
- Bildungsökonomie: die Interdependenz von Bildungs- und Beschäftigungssystem. Schäffer-Poeschel, Stuttgart 1994, ISBN 3-7910-6003-1